# Getting On – Fiese alte Knochen/Episodenliste
Diese Episodenliste enthält alle Episoden der US-amerikanischen Comedyserie Getting On – Fiese alte Knochen, sortiert nach der US-amerikanischen Erstausstrahlung. Die Fernsehserie umfasst drei Staffeln mit 18 Episoden.

## Übersicht
| Staffel | Episodenanzahl | Erstausstrahlung USA | Erstausstrahlung USA | Deutschsprachige Erstausstrahlung | Deutschsprachige Erstausstrahlung |
| Staffel | Episodenanzahl | Staffelpremiere      | Staffelfinale        | Staffelpremiere                   | Staffelfinale                     |
| ------- | -------------- | -------------------- | -------------------- | --------------------------------- | --------------------------------- |
| 1       | 6              | 24. November 2013    | 29. Dezember 2013    | 12. März 2014                     | 16. April 2014                    |
| 2       | 6              | 9. November 2014     | 14. Dezember 2014    | 28. Januar 2015                   | 11. Februar 2015                  |
| 3       | 6              | 8. November 2015     | 13. Dezember 2015    | 27. Januar 2016                   | 2. März 2016                      |

## Staffel 1
Die Erstausstrahlung der ersten Staffel war vom 24. November bis zum 29. Dezember 2014 auf dem US-amerikanischen Pay-TV-Sender HBO zu sehen. Die deutschsprachige Erstausstrahlung sendete der Pay-TV-Sender Sky Atlantic HD zwischen dem 12. März und dem 16. April 2014.
| Nr. (ges.) | Nr. (St.) | Deutscher Titel                    | Originaltitel                    | Erstausstrahlung USA | Deutschsprachige Erstausstrahlung (D) | Regie         | Drehbuch                      |
| ---------- | --------- | ---------------------------------- | -------------------------------- | -------------------- | ------------------------------------- | ------------- | ----------------------------- |
| 1          | 1         | Didis Einstand                     | Born on the Fourth of July       | 24. Nov. 2013        | 12. März 2014                         | Miguel Arteta | Mark V. Olsen & Will Scheffer |
| 2          | 2         | Varla – Eine Patientin dreht durch | If You’re Going to San Francisco | 1. Dez. 2013         | 19. März 2014                         | Howard Deutch | Mark V. Olsen & Will Scheffer |
| 3          | 3         | Sex und andere Bedürfnisse         | Make Someone Happy               | 8. Dez. 2013         | 26. März 2014                         | Howard Deutch | Mark V. Olsen & Will Scheffer |
| 4          | 4         | Ausrangiert                        | Dumped                           | 15. Dez. 2013        | 2. Apr. 2014                          | Becky Martin  | Mark V. Olsen & Will Scheffer |
| 5          | 5         | Nachtschicht                       | Nightshift                       | 22. Dez. 2013        | 9. Apr. 2014                          | Becky Martin  | Mark V. Olsen & Will Scheffer |
| 6          | 6         | Fehlfunktionen                     | The Concert                      | 29. Dez. 2013        | 16. Apr. 2014                         | Howard Deutch | Mark V. Olsen & Will Scheffer |

## Staffel 2
Die Erstausstrahlung der zweiten Staffel wurde zwischen dem 9. November und dem 14. Dezember 2014 auf HBO gesendet. Die deutschsprachige Erstausstrahlung strahlte Sky Atlantic HD vom 28. Januar bis zum 11. Februar 2015 in Doppelfolgen aus.
| Nr. (ges.) | Nr. (St.) | Deutscher Titel      | Originaltitel                             | Erstausstrahlung USA | Deutschsprachige Erstausstrahlung (D) | Regie         | Drehbuch                      |
| ---------- | --------- | -------------------- | ----------------------------------------- | -------------------- | ------------------------------------- | ------------- | ----------------------------- |
| 7          | 1         | Die Aasgeier         | No Such Thing as Idealized Genitalia      | 9. Nov. 2014         | 28. Jan. 2015                         | Miguel Arteta | Mark V. Olsen & Will Scheffer |
| 8          | 2         | Sauber bleiben       | Is Soap a Hazardous Substance?            | 16. Nov. 2014        | 28. Jan. 2015                         | Miguel Arteta | Mark V. Olsen & Will Scheffer |
| 9          | 3         | Mit Händen und Füßen | Turnips...North Day...Yes, yes.           | 23. Nov. 2014        | 4. Feb. 2015                          | Becky Martin  | Mark V. Olsen & Will Scheffer |
| 10         | 4         | Bildersuche          | The 7th Annual Christmas Card Competition | 30. Nov. 2014        | 4. Feb. 2015                          | Becky Martin  | Mark V. Olsen & Will Scheffer |
| 11         | 5         | Der Zahn der Zeit    | The Revolving Door Admit                  | 7. Dez. 2014         | 11. Feb. 2015                         | Howard Deutch | Mark V. Olsen & Will Scheffer |
| 12         | 6         | Todesengel           | Doctor Death                              | 14. Dez. 2014        | 11. Feb. 2015                         | Howard Deutch | Mark V. Olsen & Will Scheffer |

## Staffel 3
Die Erstausstrahlung der dritten Staffel erfolgte zwischen dem 8. November und dem 13. Dezember 2015 auf HBO. Die deutschsprachige Erstausstrahlung strahlte Sky Atlantic HD vom 27. Januar bis zum 2. März 2016 aus.
| Nr. (ges.) | Nr. (St.) | Deutscher Titel               | Originaltitel                                     | Erstausstrahlung USA | Deutschsprachige Erstausstrahlung (D) | Regie         | Drehbuch                      |
| ---------- | --------- | ----------------------------- | ------------------------------------------------- | -------------------- | ------------------------------------- | ------------- | ----------------------------- |
| 13         | 1         | War stets bemüht              | This is About Vomit, People                       | 8. Nov. 2015         | 27. Jan. 2016                         | Miguel Arteta | Mark V. Olsen & Will Scheffer |
| 14         | 2         | Ein sauberer Abgang           | Don’t Let It Get in You or on You                 | 15. Nov. 2015        | 3. Feb. 2016                          | Miguel Arteta | Mark V. Olsen & Will Scheffer |
| 15         | 3         | Immer nur lächeln             | No, I Don’t Want a F***ing Smiley Face            | 22. Nov. 2015        | 10. Feb. 2016                         | Miguel Arteta | Mark V. Olsen & Will Scheffer |
| 16         | 4         | Wer war ich?                  | Am I Still Me?                                    | 29. Nov. 2015        | 17. Feb. 2016                         | Miguel Arteta | Mark V. Olsen & Will Scheffer |
| 17         | 5         | Ein Königreich für eine Niere | Please Partake of a Memorial Orange               | 6. Dez. 2015         | 24. Feb. 2016                         | Miguel Arteta | Mark V. Olsen & Will Scheffer |
| 18         | 6         | Licht aus                     | Reduced to Eating Boiled Magazines and Book Paste | 13. Dez. 2015        | 2. März 2016                          | Miguel Arteta | Mark V. Olsen & Will Scheffer |